# Karl Wokalek
Karl-Albrecht Richard Wokalek (* 26. Februar 1949 in Soest) ist ein deutscher Diplomat.

## Leben
Karl Wokalek wurde als Sohn eines aus Siebenbürgen stammenden Arztes im westfälischen Soest geboren und wuchs in Schwefe und Lütgendortmund auf. Nach einem Studium der Rechtswissenschaften und einer Anstellung bei der Europäischen Kommission in Brüssel trat Wokalek 1978 in den Auswärtigen Dienst ein. Von 1983 bis 1986 arbeitete er bei der Ständigen Vertretung Deutschlands bei den Vereinten Nationen in New York. Im Anschluss war er bis 1991 in den Botschaften von Kuwait und London tätig, bevor er bis 1991 wieder ins Auswärtige Amt zurückkehrte. Danach war er drei Jahre an der Botschaft in Pretoria und anschließend von 1998 bis 2001 Leiter des Generalkonsulats im russischen Saratow. Bis 2004 tat er seinen Dienst als Referatsleiter in Bonn, bevor er erneut die Leitung eines Generalkonsulats übernahm, dieses Mal in Japan für Osaka und Kōbe. Von 2005 bis 2006 war er erneut in leitender Funktion im Auswärtigen Amt tätig, bevor er 2007 für kurze Zeit Botschafter in Kinshasa wurde.
Im August 2007 wurde er Leiter des deutschen Verbindungsbüros in Priština und im Jahr darauf Geschäftsträger a.i. der Botschaft der Bundesrepublik Deutschland Priština. Anschließend war Wokalek stellvertretender Protokollchef des Auswärtigen Amtes und ab Juli 2010 Nachfolger von Rainald Steck als Protokollchef. In dieser Rolle wurde Wokalek von dem französischen Botschafter Maurice Gourdault-Montagne am 22. November 2011 in der französischen Botschaft in Berlin zum Offizier der Ehrenlegion ernannt. Im August 2012 übergab er das Amt an Jürgen Christian Mertens.
Wokalek ist verheiratet und hat zwei Söhne. Sein Bruder Heinrich ist der Vater der Schauspielerin Johanna Wokalek.